# Friedrich Wilhelm von Brandenburg

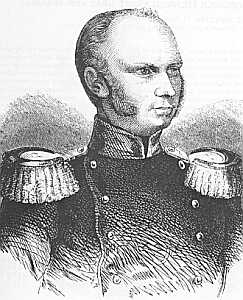
Friedrich Wilhelm von Brandenburg

Friedrich Wilhelm Graf von Brandenburg (Berlijn, 24 januari 1792 - aldaar, 6 november 1850) was een Pruisisch generaal en staatsman. Hij was een zoon van koning Frederik Willem II van Pruisen uit diens morganatische huwelijk met Sophie von Dönhoff en werd op 6 juni 1795 tot graaf von Brandenburg verheven.
Tijdens zijn kinderjaren leefde hij in ballingschap met zijn moeder in het Pruisisch vorstendom Neuchâtel. Dit was door toedoen van de hofdame en schrijfster Henriette L'Hardy.
Hij ging in 1807 in het leger en nam in 1812 als ritmeester van generaal Yorck deel aan de Frans-Pruisische veldtocht tegen Rusland. In de Duitse bevrijdingsoorlog onderscheidde hij zich meermaals door dapperheid. In 1839 werd hij commanderend generaal van het 6e legerkorps, in 1848 generaal der cavalerie.
Na het aftreden van de regering-Pfuel werd hij op 2 november 1848 tot leider van de nieuwe regering-Brandenburg-Manteuffel benoemd. In deze hoedanigheid leidde hij de reactie op de Maartrevolutie. Onder hem werd de Nationale Vergadering naar Brandenburg verplaatst en later ontbonden, en werd op 5 december de grondwet van kracht, die, ondanks liberale principes, het koninklijke gezag versterkte.
In de herfst van 1850 ging hij als onderhandelaar naar Warschau, waar hij wat betreft het herstel van de Duitse Bond grote concessies deed op voorwaarde dat Pruisen en Oostenrijk gelijke rechten zouden genieten. De neerbuigende houding van tsaar Nicolaas I jegens Pruisen en het feit dat Manteuffel zich zonder tegenprestatie aan Oostenrijk onderwierp, kwetste hem zeer. In de overtuiging dat het niet tot een Pruisisch-Oostenrijkse oorlog mocht komen, stemde hij op 1 en 2 november 1850 tegen de door Joseph von Radowitz voorgestelde mobilisering.
Hij stierf, door de ontwikkelingen aangeslagen, na een kort ziekbed op 6 november van dat jaar aan een beroerte. Frederik Willem IV liet op de Leipziger Platz in Berlijn een monument voor hem oprichten.
Karl August von Hardenberg · Christian Günther von Bernstorff · Johann Peter Friedrich Ancillon · Heinrich Wilhelm von Werther · Mortimer Maltzan · Heinrich von Bülow · Karl Ernst Wilhelm von Canitz und Dallwitz · Adolf Heinrich von Arnim-Boitzenburg · Heinrich Alexander von Arnim · Alexander von Schleinitz · Rudolf von Auerswald · August Heinrich Hermann von Dönhoff · Friedrich Wilhelm von Brandenburg · Heinrich Friedrich von Arnim-Heinrichsdorff-Werbelow · Friedrich Wilhelm von Brandenburg (a.i.) · Alexander von Schleinitz · Joseph von Radowitz · Otto Theodor von Manteuffel · Alexander von Schleinitz · Albrecht von Bernstorff · Otto von Bismarck · Herbert von Bismarck (a.i.) · Leo von Caprivi · Adolf Hermann Marschall von Bieberstein · Bernhard von Bülow · Theobald von Bethmann Hollweg · Georg Michaelis · Georg von Hertling · Max van Baden
Adolf Heinrich von Arnim-Boitzenburg · Ludolf Camphausen · Rudolf von Auerswald · Ernst von Pfuel · Friedrich Wilhelm von Brandenburg · Adalbert von Ladenberg (a.i.) · Otto Theodor von Manteuffel · Karel Anton van Hohenzollern-Sigmaringen · Adolf zu Hohenlohe-Ingelfingen (a.i.) · Otto von Bismarck · Albrecht von Roon · Otto von Bismarck · Leo von Caprivi · Botho zu Eulenburg · Chlodwig zu Hohenlohe-Schillingsfürst · Bernhard von Bülow · Theobald von Bethmann Hollweg · Georg Michaelis · Georg von Hertling · Max van Baden · Paul Hirsch · Heinrich Ströbel · Paul Hirsch · Otto Braun · Adam Stegerwald · Otto Braun · Wilhelm Marx · Otto Braun · Hermann Göring
- Gemeinsame Normdatei: 116397217
- International Standard Name Identifier: 0000 0000 1336 7830
- Nationale Bibliotheek van Polen: a0000002463261
- Virtual International Authority File: 15518910
- WorldCat: E39PBJd8dwt8TpFq6YfGwFxCcP